# Sinocrossocheilus guizhouensis
Sinocrossocheilus guizhouensis är en fiskart som beskrevs av Wu, 1977. Sinocrossocheilus guizhouensis ingår i släktet Sinocrossocheilus och familjen karpfiskar. Inga underarter finns listade i Catalogue of Life.